# ライマメ

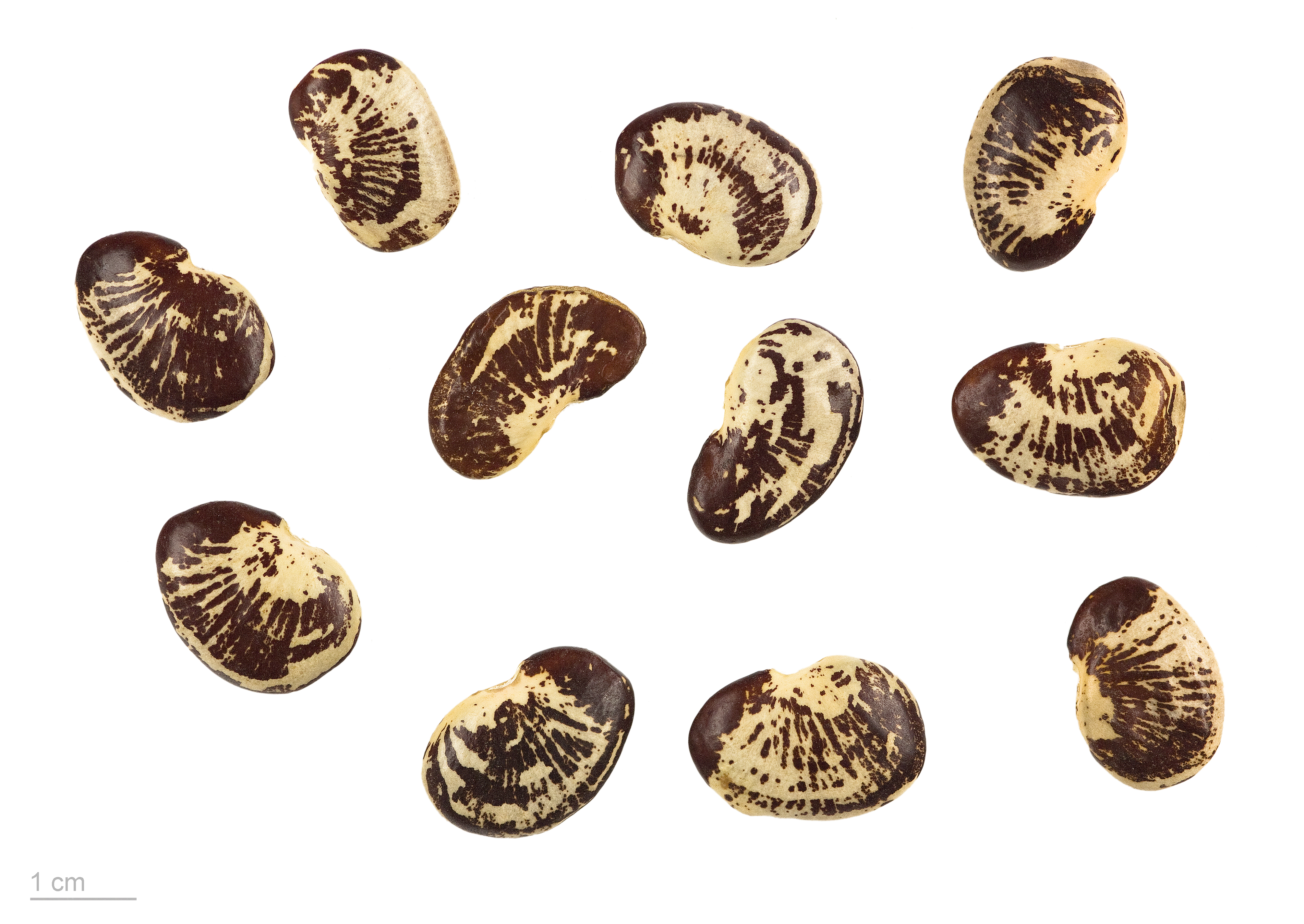
Phaseolus lunatus

ライマメ（莱豆、英: Lima bean、学名: Phaseolus lunatus）は、インゲンマメ属の植物。アオイマメ、リママメ、リマビーン、バタービーンともいう。名称は本種がペルーのリマから海外に輸出されていたことにちなむ。
原産は熱帯アメリカだが、中央アメリカ（メキシコ、グアテマラ）で栽培され発達したシエヴァタイプ（ Sieva）と呼ばれる小粒の品種群と、南アメリカ（ペルー）で栽培され発達したリマタイプ（Lima）と呼ばれる大粒の品種群とに分けられる。
種子は白餡の原料など食用となるが、ファセオルナチン（リナマリン）という青酸配糖体を含むため、調理にあたってはよく茹でこぼす必要がある。若どりした柔らかな種子も食用とされる。主にアメリカ合衆国南部、ラテンアメリカ、南ヨーロッパで食用とされる。
山形県には蔓性の品種が栽培されている。
京都大学教授の高林純示らの研究によると、ライマメは葉がナミハダニの食害を受けると、ナミハダニの天敵であるチリカブリダニを誘引する香気物質のβ-オシメンとジメチルノナトリエンを放散する。食害にあった個体だけでなく、近くにあり直接被害を受けていないライマメも香気物質を感知して、チリカブリダニの誘引の準備を始める。このように、香気物質を介して植物同士でコミュニケーションをとっていることが認められる。

## 関連資料
発行年順。
- 農山漁村文化協会（編）『カボチャ・エンドウ・インゲン・ソラマメ・エダマメ・その他のマメ類』農山漁村文化協会〈野菜園芸大百科第6巻〉、1989年。ISBN 4540880667、NCID BN0337572X。ISBN 9784797374575、NCID BB13277438。
- 山形在来作物研究会『どこかの畑の片すみで : 在来作物はやまがたの文化財』山形大学出版会、2007年。ISBN 9784903966021、NCID BA83365135。
- 農山漁村文化協会（編集）『農家直伝 : 豆をトコトン楽しむ : 食べ方・加工から育て方まで』農山漁村文化協会、2010年。ISBN 		9784540102660、NCID BB04024861。
- 北嶋廣敏『植物は動けないけど強い : したたかに生きる草木の処世術』ソフトバンククリエイティブ〈ソフトバンク新書	228〉、2013年。